# Евклідова відстань
Евклідова відстань (Евклідова метрика) — це спосіб вимірювання відстані між двома точками в багатовимірному просторі. Результат вимірювання Евклідовою метрикою являє собою довжину найкоротшого шляху між цими двома точками. 
Що таке Евклідова метрика:
Інтуїтивне розуміння:
Уявіть, що ви вимірюєте відстань між двома точками на карті, використовуючи пряму лінію. Це і є Евклідова відстань. 
Геометрична інтерпретація:
Евклідова метрика відображає довжину гіпотенузи прямокутного трикутника, утвореного координатами точок у декартовій системі координат.
{\displaystyle \mathbf {p} =(p_{1},p_{2},\ldots ,p_{n})\,} та {\displaystyle \mathbf {q} =(q_{1},q_{2},\ldots ,q_{n})\,} для Евклідового простору:
{\displaystyle {\sqrt {(p_{1}-q_{1})^{2}+(p_{2}-q_{2})^{2}+\ldots +(p_{n}-q_{n})^{2}}}={\sqrt {\sum _{i=1}^{n}(p_{i}-q_{i})^{2}}}.}
Позначається {\displaystyle \|\mathbf {p} -\mathbf {q} \|.}
Пов'язана з нею норма називається — Евклідова норма.